# Wawota
Wawota är en ort i Kanada.   Den ligger i provinsen Saskatchewan, i den sydöstra delen av landet, 2 000 km väster om huvudstaden Ottawa. Wawota ligger 660 meter över havet och antalet invånare är 560.
Terrängen runt Wawota är platt. Trakten runt Wawota är nära nog obefolkad, med mindre än två invånare per kvadratkilometer.. Det finns inga andra samhällen i närheten. 
Trakten runt Wawota består till största delen av jordbruksmark.